# Flacillula minuta
Flacillula minuta là một loài nhện trong họ Salticidae.
Loài này thuộc chi Flacillula. Flacillula minuta được Lucien Berland miêu tả năm 1929.